# Ulrich Finsterwalder
Ulrich Finsterwalder (* 25. Dezember 1897 in München; † 5. Dezember 1988 ebenda) war ein deutscher Bauingenieur.

## Leben

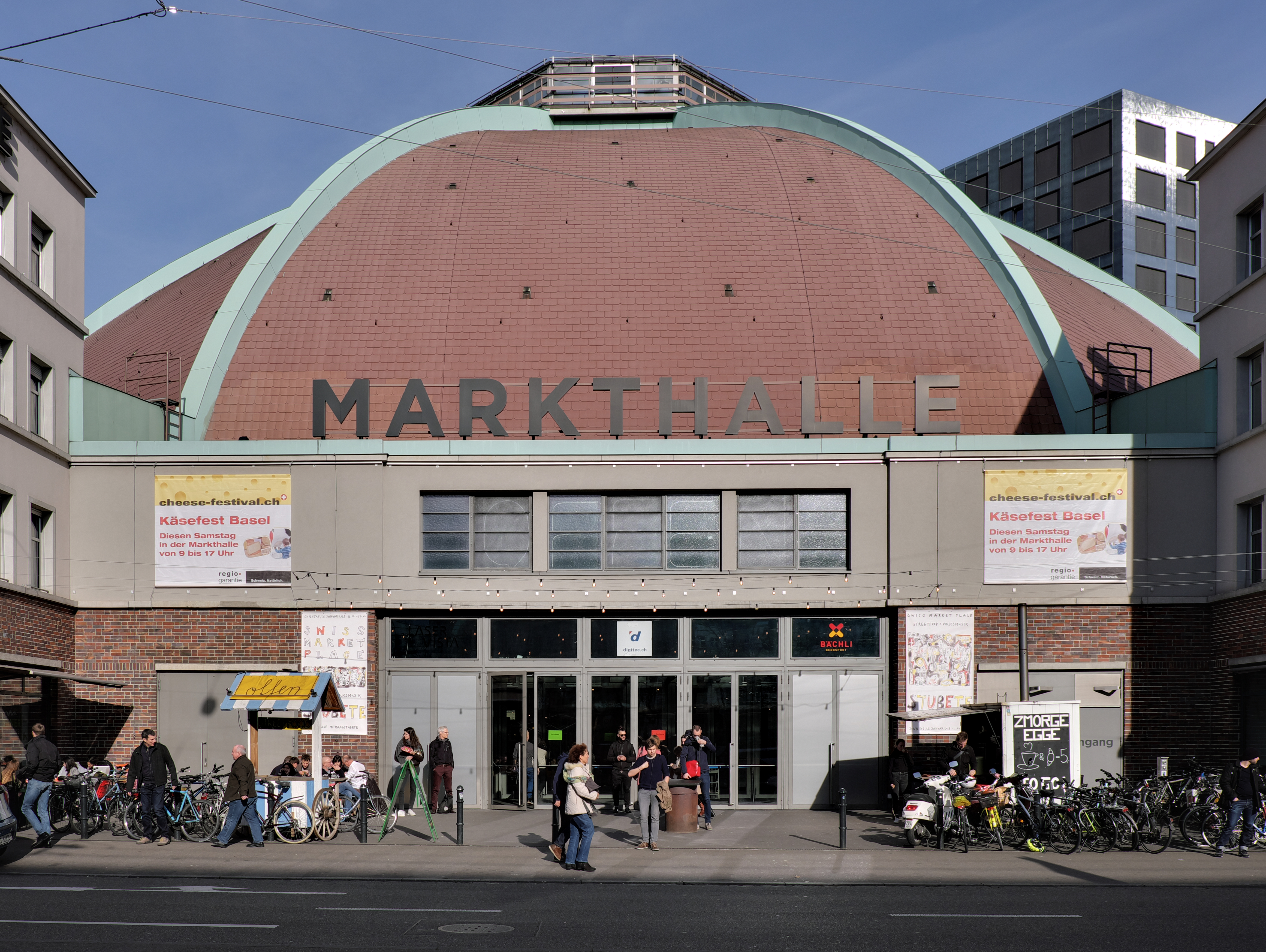
Markthalle Basel

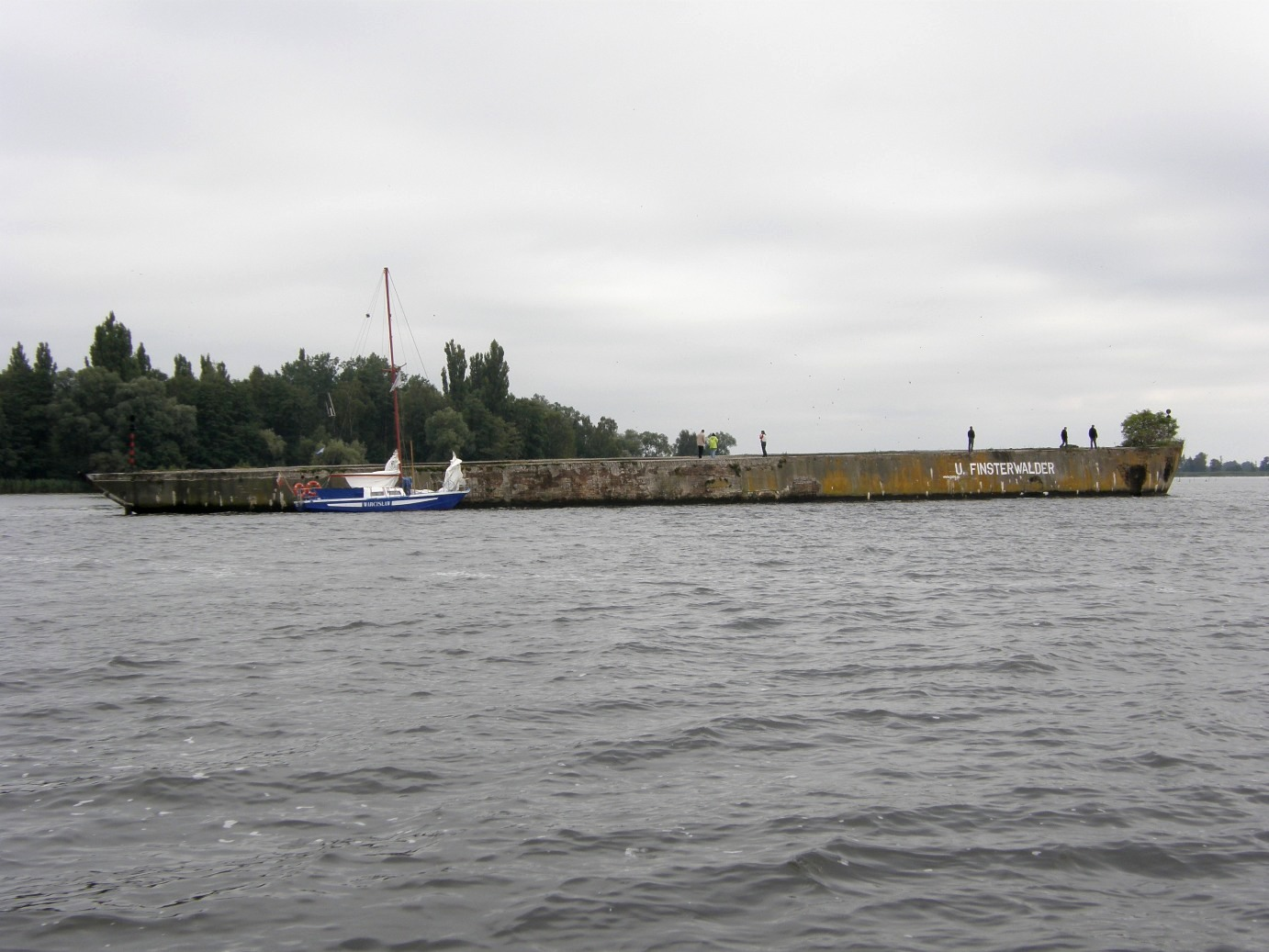
Wrack der Ulrich Finsterwalder (ehemaliger Betontanker der Hydrierwerke Pölitz AG) im Dammschen See, 2008

Ulrich Finsterwalder, Sohn des Geodäten und Professors für Mathematik Sebastian Finsterwalder und Bruder des Architekten Eberhard Finsterwalder sowie des Geodäten Richard Finsterwalder, legte 1916 sein Abitur ab. Es folgte die Teilnahme am Ersten Weltkrieg. Von 1918 bis 1920 war er in französischer Kriegsgefangenschaft und  studierte anschließend bis 1923 an der Technischen Hochschule München Bauingenieurwesen. Nach dem Diplom 1923 begann er seine berufliche Tätigkeit als Tragwerksplaner und Konstrukteur bei Dyckerhoff & Widmann.
Zusammen mit Franz Dischinger beschäftigte sich Finsterwalder zuerst vor allem mit dünnen Kuppelschalen und Tonnendächern, die unter anderem bei den Zeisswerken in Jena und bei der großen Markthalle in Basel (60 m Spannweite) in Anwendung kamen. 1930 promovierte er bei Ludwig Föppl mit einem Thema zur Verformungsberechnung von Kreissegmentschalen. Nach der Berufung von Dischinger an die Technische Hochschule Berlin-Charlottenburg wurde Finsterwalder 1933 dessen Nachfolger als Leiter des Konstruktionsbüros von Dyckerhoff & Widmann, ab 1941 gehörte er der Geschäftsleitung an und war ab 1949 persönlich haftender Gesellschafter des von 1933 bis 1944/45 in Berlin ansässigen Unternehmens.
Im Zweiten Weltkrieg wurde Finsterwalder auf Antrag seines Arbeitgebers vom Kriegsdienst freigestellt. Er war maßgeblich an der Herstellung von Bootskörpern aus Leichtbeton in Schalenbauweise beteiligt.
1944 wurde ihm von der Berliner Gauleitung die Silberne Nadel des Dr.-Fritz-Todt-Preises für die Entwicklung des Betonschiffbaues verliehen.
Nach dem Zweiten Weltkrieg und dem Umzug des Unternehmens nach München entwickelte er unter anderem mit den Dywidag-Spannverfahren den Spannbetonbau weiter. Aufsehen erregte das von ihm 1953 entworfene freitragende Schalendach aus Spannbeton der Schwarzwaldhalle in Karlsruhe, mit einer flächenmäßigen Ausdehnung von 46 zu 73 Metern. Den Ende der 1940er ergangenen Ruf auf den Lehrstuhl für Massivbau der TH München lehnte er ab.
Im Brückenbau war er maßgeblich an der Entwicklung des Freivorbaus von Spannbetonbrücken beteiligt. 1951 wurde nach seinem Entwurf die 62 m weit gespannte Lahnbrücke in Balduinstein als erste Spannbetonbrücke im freien Vorbau errichtet. Schon zwei Jahre später entwarf er mit dem gleichen Bauverfahren als erste Spannbetonbrücke über den Rhein die Nibelungenbrücke bei Worms, die eine maximale Spannweite von 114 m hat. Bekannt ist auch die Mangfallbrücke, eine Spannbeton-Fachwerkkonstruktion, die als Plattenbalkenbrücke auch im Freivorbau errichtet wurde. Der Höhepunkt war die 1965 fertiggestellte Bendorfer Brücke über den Rhein mit einer damaligen Rekordspannweite für Spannbetonbalkenbrücken von 208 m. 1973 schied er nach 50 Jahren bei Dyckerhoff & Widmann aus.

## Brückenbauten

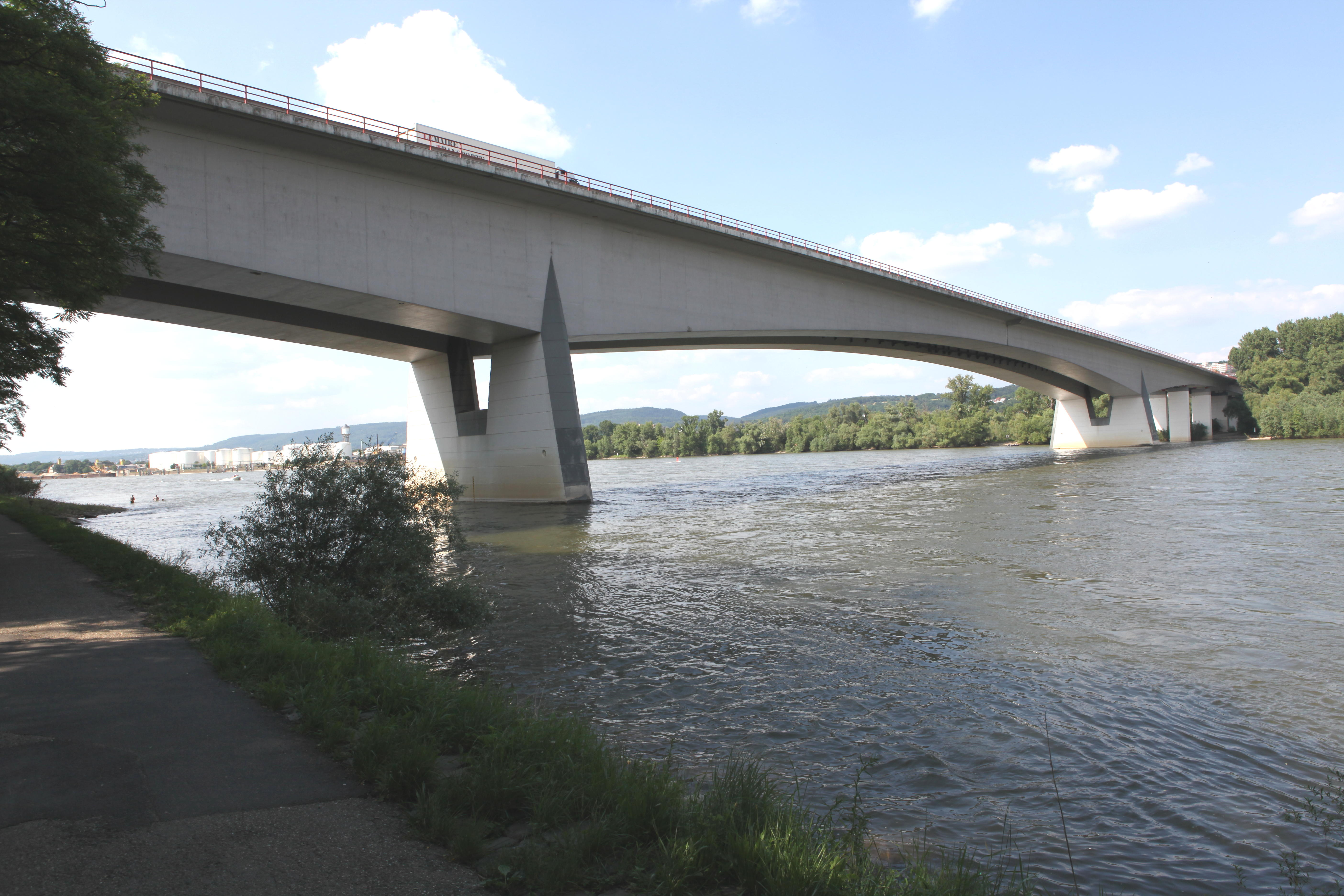
Die Bendorfer Brücke über den Rhein bei Koblenz

Unter Mitwirkung von Ulrich Finsterwalder entstanden unter anderem noch folgende Bauwerke
- Gänstorbrücke über die Donau, Ulm
- Dyckerhoff-Brücke über die Einfahrt in den Schiersteiner Hafen, Wiesbaden
- Elztalbrücke mit Herbert Schambeck
- Nibelungenbrücke Worms mit Gerd Lohmer – Wiederaufbau der kriegszerstörten Brücke über den Rhein[3]

## Ehrungen
1963 erhielt Finsterwalder das Große Verdienstkreuz der Bundesrepublik Deutschland und wurde 1970 mit der Freyssinet-Medaille der Fédération Internationale de la Précontrainte geehrt. 1977 wurde er mit dem Award of Merit in Structural Engineering der Internationalen Vereinigung für Brückenbau und Hochbau IVBH ausgezeichnet. 1950 wurde ihm die Ehrendoktorwürde der TH Darmstadt und 1968 die der TU München verliehen.
Alle zwei Jahre lobt der Verlag Ernst & Sohn den Ulrich Finsterwalder Ingenieurbaupreis aus, der für herausragende Leistungen im Konstruktiven Ingenieurbau an ein Projektteam für ein ausgezeichnetes Bauwerk vergeben wird.

## Schüler
- Herbert Schambeck
- Hubert Rüsch
- Herbert Kupfer
- Anton Tedesco
- Leonhard Obermeyer
- Georg Knittel
- Dieter Jungwirth
- Helmut Bomhard